# Snelland
Snelland – wieś i civil parish w Anglii, w Lincolnshire, w dystrykcie West Lindsey. W 2001 civil parish liczyła 91 mieszkańców. Snelland jest wspomniana w Domesday Book (1086) jako Esnelent/Snelesunt. W obszar civil parish wchodzi także Swinthorpe.